# Marcello Dell'Utri
Marcello Dell'Utri, né le 11 septembre 1941 à Palerme (Sicile), est un homme politique italien. 
Il a commencé sa vie professionnelle dans le sport et comme employé de banque en Sicile, avant de rejoindre la Fininvest, la holding de Silvio Berlusconi. Avec lui, il fonde Forza Italia et s'engage en politique. Entre 1996 et 2013, il est député national, européen et sénateur.
En juin 2010, il est condamné à sept ans d'emprisonnement par la cour de Palerme pour « complicité d'association mafieuse ». En avril 2014, il est arrêté pour avoir servi de lien entre Cosa nostra et Berlusconi. Il est également inquiété dans les enquêtes sur le négociations État-mafia mais innocenté en appel.

## Formation
Marcello Dell'Utri a fait ses études secondaires au collège Capizzi à Bronte, puis à Palerme chez les Salésiens à l'institution « Don Bosco », puis chez les Jésuites de l'institution « Gonzaga » . 
Après avoir obtenu le baccalauréat à Palerme, il poursuit des études de droit à l'université de Milan, où il fait la connaissance de Silvio Berlusconi. 
Il est marié et père de quatre enfants. 

## Carrière professionnelle
Dès 1964, à 23 ans, il travaille comme secrétaire pour Berlusconi, qui sponsorise la petite équipe de football dont Dell'Utri est l'entraîneur.
Marcello Dell'Utri commence sa carrière professionnelle en 1965 dans le sport en créant à Rome le centre Elis, école de formation sportive de l'Opus Dei.
En 1967, il retourne à Palerme, où il exerce la fonction de directeur sportif de l'Athletic Club Bacigalupo. À cette époque il fit la connaissance des boss mafieux Vittorio Mangano et Gaetano Cinà. 
Trois ans plus tard, en 1970, il commence à travailler pour la Caisse d'épargne des provinces siciliennes (Cassa di Risparmio delle province siciliane ou Sicilcassa) à Catane puis l'année suivante à la filiale de Belmonte Mezzagno. En 1973, il est promu à la direction générale de la Sicilcassa à Palerme, au service du crédit agraire.

### Assistant personnel de Berlusconi
L'année suivante (1974), Silvio Berlusconi a besoin de lui à Milan pour occuper un poste d'assistant dans la société Edilnord. Il suivra notamment les travaux de rénovation de la villa d'Arcore achetée par Berlusconi au prix de 500 millions de lires (une fraction de sa valeur) par l'intermédiaire de l'avocat Cesare Previti.

### Rapisarda, Ciancimino, Bresciano Costruzioni
En 1977, il démissionne d'Edilnord et se fait embaucher par la société Inim de Rapisarda, qui entretient des relations avec des personnages de la mafia tels que Ciancimino, l'ancien maire de Palerme, et les Cuntrera-Caruana.
Il devient ensuite administrateur délégué de la société Bresciano Costruzioni, qui quelques années plus tard sera déclarée en banqueroute frauduleuse.

### Revenant à Berlusconi, Publitalia, Fininvest
En 1980, il revient auprès de Berlusconi pour travailler dans le secteur de la publicité. Il deviendra par la suite président et administrateur délégué de la société Publitalia. Cette société fondée par Berlusconi est la concessionnaire des chaînes de télévision du groupe Fininvest. En 1984, il est promu administrateur délégué du groupe Fininvest. En 1999, il a négocié judiciairement une peine de deux ans et trois mois de prison pour fausses factures et fraude fiscale dans la gestion de Publitalia '80 à Turin.

## Carrière politique
Marcello Dell'Utri est un des fondateurs de Forza Italia, le mouvement né en 1994 à partir des cadres de Publitalia, la régie publicitaire de l'empire médiatique du chef du gouvernement italien Silvio Berlusconi. En 1996, il est élu député au parlement italien et en 1999, parlementaire européen. Puis en 2001, il est élu sénateur italien dans le collège no 1 de Milan.
Marcello Dell'Utri aurait commencé dès 1992 à tâter le terrain en vue de la création d'un éventuel nouveau parti politique en commanditant notamment des premiers sondages ou analyses politiques. Proche de Silvio Berlusconi, Marcello Dell'Utri avait été désigné récemment comme l'un des quatre principaux responsables de l'encadrement de son parti, Forza Italia.
Il est président de la Fondazione Biblioteca di via Senato. En 1999, il fonde le réseau national d'associations culturelles Il Circolo, qui se veut une aire de libre échange de la pensée libérale et qui compte aujourd'hui environ 210 cercles constitués, dont 60 par des jeunes.

## Poursuites judiciaires

### Complicité d'association mafieuse
Marcello Dell'Utri a été poursuivi et condamné pour complicité d'association mafieuse. Il est accusé d'avoir apporté son concours, et non d'avoir investi lui-même l'argent de la mafia italienne. Le sénateur est accusé, entre autres, d'avoir apporté son concours aux investissements de la mafia sicilienne Cosa Nostra depuis la fin des années 1970 dans la Fininvest, la holding de Silvio Berlusconi. Les magistrats l'ont qualifié durant le procès d'ambassadeur de la Cosa Nostra à Milan.

### Procès de première instance et d'appel
- Marcello Dell'Utri a aussi été accusé d'avoir été « l'intermédiaire et l'homme providentiel intervenu pour résoudre les problèmes d'organisation de la mafia » en préparant l'arrivée sur la scène politique italienne de forces bien disposées à l'égard de Cosa Nostra, selon le réquisitoire. L'accusation s'appuie en particulier sur des dépositions du mafieux repenti Nino Giuffrè, arrêté en 2002 et considéré comme un proche du chef suprême de Cosa Nostra Bernardo Provenzano, ou encore de Gaspare Spatuzza, qui témoigna en 2009 lors de son procès en appel. Plus de 200 journalistes étaient accrédités lors de ce procès[4].

- Le 11 décembre 2004, Marcello Dell'Utri été condamné à neuf ans de prison par un tribunal de Palerme pour complicité d'association mafieuse. Le tribunal de Palerme, qui se prononçait en première instance, a également condamné Marcello Dell'Utri à une interdiction à vie d'exercer une charge publique. Le jugement a été annoncé par un groupe de trois juges après des délibérations particulièrement longues (13 jours) et à l'issue d'un procès de sept ans.

### Renvoi en Cassation
- Le 9 mars 2012 la Cour de cassation annule la décision préalablement rendue (qui fixait une condamnation de 7 ans de prison) car les charges de collusion avec la mafia n'étaient pas suffisantes, sur une période donnée, pour mener à une condamnation, et renvoie l'affaire devant la cour d'appel. Après avoir appris la nouvelle, Marcello Dell'Utri déclare : « J'ai enfin été jugé sereinement ». Silvio Berlusconi également intervient à propos de ce fait en disant : « Je suis satisfait, je n'ai jamais douté de lui »

### Condamnation confirmée en appel et en cassation: 7 ans de prison
- La Cour d'appel confirme le 13 janvier 2014, la culpabilité de Dell'Utri et la condamnation à 7 ans de prison pour "complicité d'association mafieuse"[5]. La Cour de cassation confirme ce verdict le 9 mai 2014 : la condamnation devient définitive et un mandat d'arrêt est émis par le procureur de Palerme.

Le 10 décembre 2017, le journal La Reppublica communique sur une lettre de Dell'Utri demandant aux magistrats la possibilité de purger sa peine "à la maison" pour raisons médicales.

## Fuite et arrestation

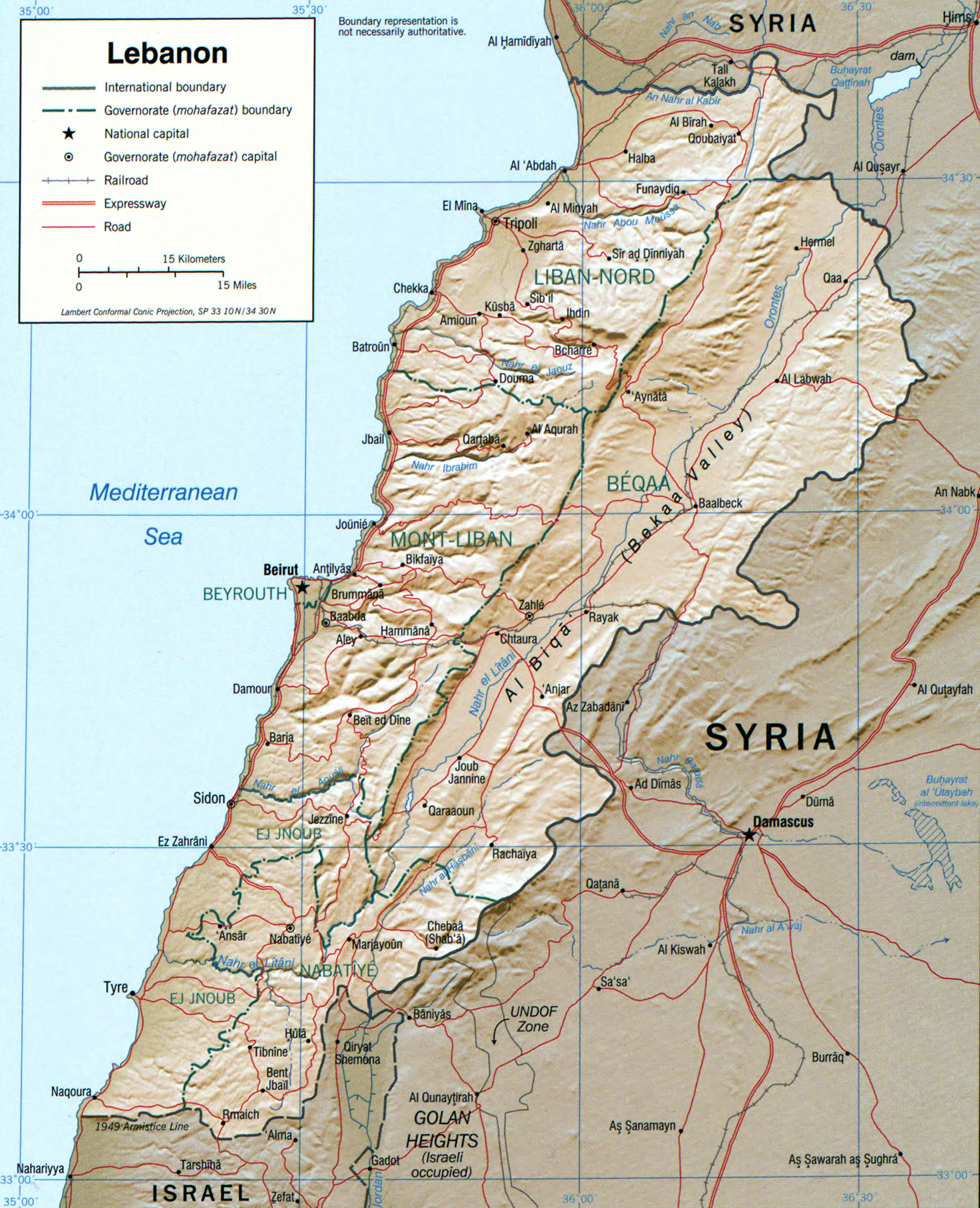
Carte du Liban. Dell'utri est capturé à Beyrouth, le 12 avril, 2014.

Le 11 avril 2014, la Cour d'appel a déclaré Marcello Dell'Utri fugitif. Dell'Utri « disparait » selon la déclaration du Département des enquêtes anti-mafia de Palerme, qui devait lui notifier l'ordre de placement en détention délivré par la troisième chambre de la Cour d'appel criminel de Palerme. La police antimafia italienne avait indiqué qu'il était «introuvable» et le considérait comme en fuite.

### La capture au Liban
Sa fuite ayant été constatée depuis le 11 avril 2014, Dell'Utri fait l'objet d'un mandat d'arrêt européen valide pour toute l'Union européenne et une notice rouge internationale est diffusée par Interpol en lien avec la Direction des enquêtes anti-mafia. Dell'Utri est alors repéré au Liban grâce à des enregistrements téléphoniques et à une carte de crédit en sa possession utilisée pour les paiements. L''arrestation est conduite par les services de sécurité libanais à l'intérieur du Intercontinental Phoenicia. Dell'Utri avait quitté l'Italie au début avril selon les informations publiées par le Département des enquêtes anti-mafia de Palerme .

### L'extradition vers l'Italie
Sitôt après la capture commencent les procédures d'extradition prévoyant le transfert du détenu, alors en centre de détention au Liban, en Italie. Le 13 juin, une source judiciaire libanaise indique : « Le sénateur Marcello Dell'Utri a été remis à une délégation sécuritaire italienne et il a quitté le pays à bord d'un avion d'Alitalia à 04H00 (01H00 GMT) à la suite du décret présidentiel ». Il est emprisonné à Parme et déclare avoir l'intention de faire la grève de la faim si on ne lui accorde pas plus de deux livres par jour comme le prévoit le règlement de la prison {presse italienne}.
Le 7 juillet 2018, il est libéré de la prison de Rebbibia et gagne la maison de son fils en attendant le 21 septembre, date à laquelle une audition pour discuter du rapport sur son état de santé aura lieu. Selon les témoins de sa sortie de prison, il est diminué physiquement (amaigri) et moralement.